# Murad Ozdoev
Murad Ajmedovich Ozdoev (en ruso: Мурад Ахмедович Оздоев, en ingusetio: Оздой Ахьмада Мурад, romanizado: Ozdoy Ah'mada Murad; Nazrán, RSFS de Rusia, 10 de marzo de 1922 – Nazrán, Rusia, 25 de febrero de 1999) fue un piloto de combate soviético de origen ingusetio que combatió en las filas del 431.º Regimiento de Aviación de Cazas durante la Segunda Guerra Mundial, donde recibió el título de Héroe de la Unión Soviética. Inicialmente se pensó que murió en combate después de ser derribado en enero de 1944, pero en realidad los alemanes lo hicieron prisionero y lo retuvieron como prisionero de guerra hasta que las tropas soviéticas lo liberaron el 8 de mayo de 1945. Después de la guerra residió brevemente en el exilio en la RSS de Kazajistán antes de regresar a Nazrán, donde vivió el resto de su vida.

## Biografía

### Infancia y juventud
Murad Ozdoev nació en el 10 de marzo de 1922 en el seno de una familia ingusetia en Nazrán —en esa época situada en la RSFS de Rusia, actualmente ubicada en la república de Ingusetia en Rusia—. Después de terminar la escuela secundaria, estudió en el club de vuelo de Grozni mientras trabajaba en las industrias locales. Después de completar su entrenamiento de vuelo, se unió al Ejército Rojo en 1940, donde recibió más entrenamiento en la Escuela de Aviación Militar de Armavir antes de ser enviado al frente durante la Segunda Guerra Mundial como parte del 431.º Regimiento de Aviación de Cazas.

### Segunda Guerra Mundial
A lo largo de la guerra totalizó 69 salidas de combate durante las cuales obtuvo tres victorias aéreas, incluido el derribo de un Focke-Wulf Fw 189 de gran altitud que había sido etiquetado por la Fuerza Aérea Soviética como un objetivo difícil, por esta victoria fue galardonado con la Orden de la Estrella Roja. Durante toda la guerra pilotó aviones Po-2, LaGG-3, Yak-1, Yak-7B. Durante la Batalla de Kursk, derribó dos Fw 190 en una salida de combate mientras escoltaba a un grupo de bombarderos en picado Petliakov Pe-2. En el otoño de 1943 prestó apoyo aéreo a la ofensiva de las tropas soviéticas en la dirección de Vítebsk-Pólotsk durante la operación ofensiva de Leningrado-Nóvgorod.
El 25 de enero de 1945, Mientras escoltaba a un grupo de bombarderos, su avión fue alcanzado por fuego antiaéreo desde tierra, sus compañeros que lo vieron lo dieron por muerto. En realidad, había sobrevivido, pero resultó gravemente herido y fue capturado por los alemanes. Después de su captura, los alemanes lo enviaron a un campo de prisioneros en Lodz (Polonia) y luego trasladado a otro campo de prisioneros en la República Checa. Durante su encarcelamiento intentó escapar dos veces pero no lo logró; Después ser capturado fue torturado y brutalmente golpeado. El 8 de mayo de 1945, las fuerzas soviéticas tomaron el campo de prisioneros y en junio se le permitió regresar a su regimiento. A su regreso fue recibido por sus camaradas quienes estaban sorprendidos de que hubiera sobrevivido a la guerra. En 1946, poco después de reincorporarse a su regimiento, fue desmovilizado.

### Posguerra
En enero de 1946, fue enviado a la provincia de Akmolá de la RSS de Kazajistán, donde el resto de su familia había sido deportada. Sus padres se vieron obligados a abandonar su Ingusetia natal poco después de recibir el aviso de que su hijo había muerto en combate. En 1957, cuatro años después de la muerte de Stalin, Ozdoev y el resto de su familia regresaron a su ciudad natal de Nazrán, donde vivió el resto de su vida. 
El 8 de mayo de 1995, por decreto del Presidente de la Federación de Rusia, el subteniente retirado Murad Ozdoev recibió el título de Héroe de la Federación de Rusia y la Estrella de Oro «por el coraje y el heroísmo demostrados en la lucha contra los invasores nazis durante la Gran Guerra Patria». Murió el 25 de febrero de 1999 a la edad de 76 años.
Tuvo un hijo, Kazbek, que es primo de Mustafa Ozdoev, el padre del futbolista Magomed Ozdoev.

## Condecoraciones
A lo largo de su vida recibió las siguientes condecoraciones
|  | Héroe de la Federación de Rusia (8 de mayo de 1995)           |
|  | Orden de la Bandera Roja (18 de abril de 1946)                |
|  | Orden de la Guerra Patria de 1.er grado (30 de abril de 1944) |
|  | Orden de la Guerra Patria de 2.do grado (11 de marzo de 1985) |
|  | Orden de la Estrella Roja (9 de mayo de 1943)                 |